# De burggraaf van Bragelonne
De burggraaf van Bragelonne: Tien jaar later is een boek van Alexandre Dumas père dat mede gebaseerd is op de legende van de man met het ijzeren masker. Het is het derde en laatste deel van de D'Artagnan-romancyclus (met voorgaande titels De drie musketiers en Twintig jaar later). Het boek werd eerst uitgegeven in drie delen en in sommige landen in vier of vijf delen in de jaren 1847 en 1850. Het boek bevat 268 hoofdstukken en is drie keer zo dik als de eerste uitgave van De drie musketiers.
In Engeland werd in vijf jaar tijd het boek als volgt in vier delen uitgebracht: eerst De burggraaf van Bragelonne, het jaar er op Tien jaar later, gevolgd door Louise de La Vallière en De man in het ijzeren masker.

## Nederlandse vertalingen
- De burggraaf van Bragelonne, 6 dln., 1849-1850
- De burggraaf van Bragelonne, of Tien jaar later, vert. W.J.A Roldanus jr., Rijswijk, Blankwaardt & Schoonhoven, 1922
- De burggraaf van Bragelonne of De drie musketiers - 10 jaar later, vert. R.W.M. Veen-Bakhuis en Margot Bakker, Amsterdam, L.J. Veen's Uitgeversmaatschappij N.V., 1963, 443 p. (bewerking-verkorting)